# Dragon Quest Monsters 2
 (octobre 2019).
Si vous disposez d'ouvrages ou d'articles de référence ou si vous connaissez des sites web de qualité traitant du thème abordé ici, merci de compléter l'article en donnant les références utiles à sa vérifiabilité et en les liant à la section « Notes et références ».
Dragon Quest Monster 2 (ドラゴンクエストモンスターズ2 マルタのふしぎな鍵, Doragon Kuesuto Monsutāzu Tsu) est un jeu vidéo réalisé par le développeur TOSE en 2001 pour l'éditeur japonais Enix.

## Synopsis
Cobi et Tara, sa sœur vont avec leur famille sur l'île Greatlog pour faire du dressage de monstres. Mais l'île va connaître une guerre contre les forces du mal. Pour les arrêter et sauver l'île, ils doivent absolument créer une armée de monstres. Ils vont donc parcourir l'île et le monde à la recherche de monstres puissants.

## Fiche technique
- Character Design : Akira Toriyama

## Personnages
- Cobi
- Tara

## Particularités
C'est la suite de Dragon Quest Monsters. Ce jeu est sorti au Japon et aux États-Unis sur Game Boy Color, puis sur PlayStation. Il est disponible en deux versions : dans chaque version se trouvent des monstres différents à capturer. Le jeu contient plus de 300 monstres répartis en 11 familles, incluant même les monstres de Dragon Quest VII.